# Programmable sound generator

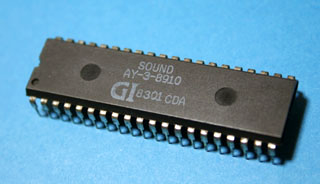
Een General Instrument AY-3-8910

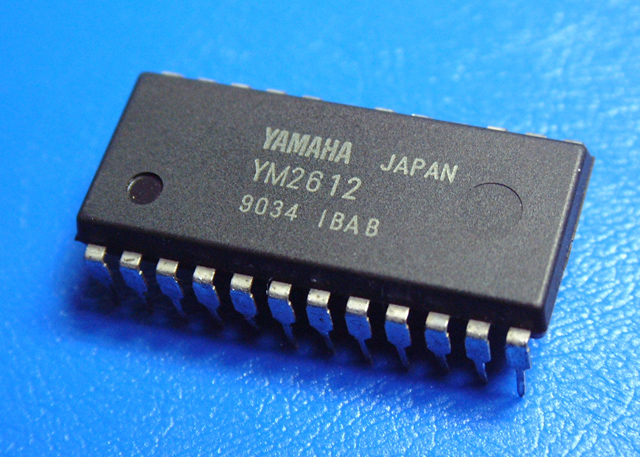
Een Yamaha YM2612

Een Programmable sound generator of PSG, is een klankgenerator voor de opwekking en weergave van geluiden, veelal in de vorm van een geïntegreerde schakeling of geluidschip. In jaren 1980 werd de chip  omarmd door de spelcomputerindustrie, die het toepaste in vrijwel iedere homecomputer, spelcomputer en arcadespel.

## Ontstaan
De meest toegepaste geluidschips waren de AY-3-8910 van General Instrument (of de hiervan afgeleide AY-3-8912/AY-3-8913), de SN76489 van Texas Instruments en de Yamaha YM2149, een onder licentie geproduceerde AY-3-8910. Yamaha bracht daarnaast ook de YM2203 en YM2608-chips op de markt, deze waren bovendien voorzien van FM-synthese.
Ook een door Toshiba ontwikkelde PSG werd algemeen ingezet, onder meer in meerdere generaties MSX-computers.